# Carlos Dunlap
Carlos Dunlap (North Charleston, 28 febbraio 1989) è un giocatore di football americano statunitense che milita nel ruolo di defensive end per i Kansas City Chiefs della National Football League (NFL). Al college ha giocato a football all'Università della Florida vincendo un campionato NCAA.

## Carriera

### Cincinnati Bengals

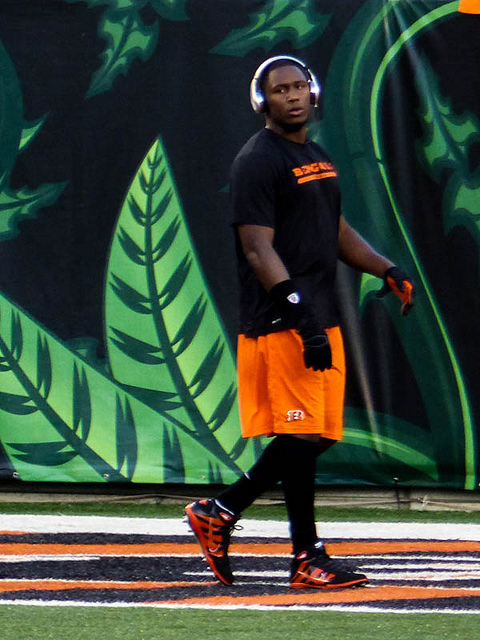
Dunlap nel 2013

Dunlap fu scelto dai Cincinnati Bengals nel corso del secondo giro del Draft 2010. All'inizio della sua stagione da rookie vide sporadicamente il campo ma, complici gli infortuni a diversi componenti chiave della linea difensiva dei Bengals, le occasioni per Dunlap aumentarono nella seconda parte della stagione. Terminò la stagione guidando la squadra con 9,5 sack, un record di franchigia per un rookie, in sole dodici gare.
Nella gara della settimana 4 della stagione 2011 contro i Buffalo Bills, Dunlap scese in campo per la prima volta come titolare. La sua seconda stagione si concluse con 23 tackle e 4,5 sack. Nell'ultima gara della stagione 2012 mise a segno il suo primo intercetto in carriera ritornandolo per 14 yard in touchdown. La sua annata si concluse con i primati in carriera per tackle (40) e fumble forzati (4), oltre a 9 sack.
Nel luglio 2013, Dunlap firmò coi Bengals un nuovo contratto di sei anni del valore di 40 milioni di dollari. Nel 2013 stabilì un nuovo primato personale con 58 tackle, oltre a 7,5 sack e 5 passaggi deviati. L'anno successivo guidò i Bengals con 8 sack, giocando per la prima volta tutte le 16 partite come titolare.
Nel 2015, Dunlap si classificò al quarto posto nella NFL con 13,5 sack, venendo convocato per il suo primo Pro Bowl al posto dell'infortunato  Muhammad Wilkerson. Fu selezionato nuovamente l'anno successivo al posto di Jadeveon Clowney, infortunato.
Nell'ottavo turno della stagione 2017, Dunlap mise a segno il secondo intercetto in carriera su Jacoby Brissett degli Indianapolis Colts, ritornando il pallone per 16 yard in touchdown e venendo premiato come miglior difensore dell'AFC della settimana.
Nel tredicesimo turno della stagione 2019 Dunlap fu premiato come difensore dell'AFC della settimana dopo avere messo a segno un record in carriera di 3 sack, oltre a 7 tackle e un passaggio deviato nella prima vittoria stagionale di Cincinnati contro i New York Jets.

### Seattle Seahawks
Il 28 ottobre 2020 Dunlap fu scambiato con i Seattle Seahawks per una scelta del settimo giro del Draft 2021 e l'offensive lineman B.J. Finney. Nella settimana 11 contro gli Arizona Cardinals mise a segno due sack, incluso quello a sei secondi dal termine su Kyler Murray su una situazione di quarto down che chiuse la partita. La sua stagione si chiuse con 6 sack (uno a Cincinnati e cinque a Seattle), aiutando la difesa della nuova squadra a risollevarsi dopo che nella prima parte della stagione era stata statisticamente tra le peggiori della storia della NFL.
Dopo essere stato svincolato, il 25 marzo 2021 Dunlap firmò un nuovo contratto biennale del valore di 16,6 milioni di dollari. Nella settimana 13 mise a segno un sack su Jimmy Garoppolo nella end zone che diede luogo a una safety.

### Kansas City Chiefs
Il 28 luglio 2022 Dunlap firmò con i Kansas City Chiefs.

## Palmarès

### Franchigia
- Super Bowl : 1

Kansas City Chiefs: LVII
- American Football Conference Championship: 1

Kansas City Chiefs: 2022

### Individuale
- Convocazioni al Pro Bowl: 2

2015, 2016
- Difensore dell'AFC della settimana: 2

8ª del 2017, 13ª del 2019
- PFWA All-Rookie Team - 2010
- Campionato NCAA: 1

Florida Gators: 2008